# Jiří Jan Lobkowicz
Jiří Jan Lobkowicz (* 23. April 1956 in Zürich) ist ein tschechischer Politiker. Er war Vorsitzender der Partei Cesta změny (Weg der Veränderung, 2001–2009), die er Ende 2001 vor den Tschechischen Parlamentswahlen 2002 mitgründete, und einer der stellvertretenden Vorsitzenden der Europäischen Demokratischen Partei, deren Mitbegründer er auch war.

## Leben
Jiří Jan Lobkowicz ist ein Angehöriger des Adelsgeschlechts der Lobkowicz. Nach der Vertreibung seiner Eltern aus der Tschechoslowakei wurde er in der Schweiz geboren und lebte während der Herrschaft der Kommunisten in Genf. Nach der Samtenen Revolution kehrte er in die Tschechoslowakei zurück und nahm die tschechoslowakische, später tschechische Staatsangehörigkeit an.
Nach seiner Rückkehr erhielt er das im Jahr 1948 von der damaligen kommunistischen Regierung des Landes konfiszierte Vermögen im Wege der Restitution zurück. Dazu gehören vier Schlösser – darunter auch das Schloss Mělník – ein Prager Stadthaus, etwa 400 bis 500 Hektar Acker- und Weideland, einen Weinbau-Betrieb mit 135 Hektar Rebflächen und weitere 2500 Hektar Boden aus dem ehemaligen Besitz seines Vaters.
Neben der Verwaltung des Vermögens arbeitete er als Berater verschiedener Ministerien und war bzw. ist Aufsichtsrat in mehreren Unternehmen. Eine Zeit lang war er stellvertretender Vorsitzender der Partei Unie svobody – Demokratická unie (Union für Freiheit).
Im Oktober 2011 erfolgte die Scheidung von seiner ersten Frau Bettina, geborene Egli, die mit ihm aus der Schweiz nach Tschechien gekommen war. Seine neue Lebenspartnerin wurde die Opernsängerin Zdenka Belas, die unter anderem die künstlerische Direktorin seines Festivals IMusicFest of George Lobkowicz war. Am 22. Dezember 2012 gebar Zdenka Belas den gemeinsamen Sohn Robert Christian Lobkowicz. Am 2. März 2014 wurde der zweite Sohn Jakob Alexander geboren. Seit Mai 2021 ist Jiří Lobkowicz von seiner zweiten Frau Zdenka geschieden.